# Crocidura horsfieldii
Crocidura horsfieldii är en däggdjursart som först beskrevs av Robert Fisher Tomes 1856.  Crocidura horsfieldii ingår i släktet Crocidura och familjen näbbmöss. IUCN kategoriserar arten globalt som otillräckligt studerad. Inga underarter finns listade i Catalogue of Life.
Denna näbbmus hittades på flera platser i södra Asien, bland annat Nepal, regionen Kashmir, södra Indien och Sri Lanka. Den vistas i kulliga områden och i bergstrakter upp till 4000 meter över havet. Observationer i områden ovanför 2500 meter är däremot sällsynta. Habitatet utgörs av fuktiga ängar och fuktiga skogar. Arten är aktiv på natten.